# Al Murray

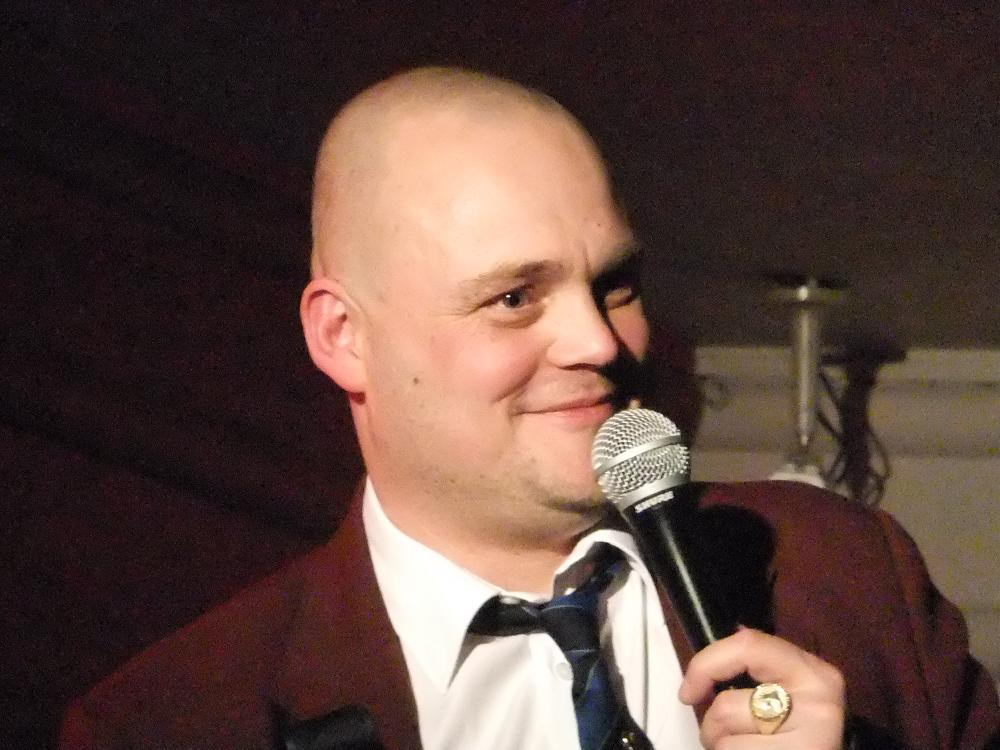
Al Murray als The Pub Landlord

Alastair James Hay Murray (* 10. Mai 1968 in Stewkley, Buckinghamshire, Großbritannien) ist ein britischer Comedian, Schauspieler, Drehbuchautor, TV- und Radiomoderator.
Murray kündigte in seiner Rolle als The Pub Landlord die Kandidatur für den Wahlkreis South Thanet bei den britischen Unterhauswahlen 2015 an; er trat gegen Nigel Farage an. Bei der Wahl erhielt Murray 318 Stimmen (0,6 Prozent der abgegebenen Stimmen) und wurde damit Sechster von elf Kandidaten. Sieger wurde der Kandidat der Konservativen Partei Craig Mackinlay.
2016 nahm er an der dritten Staffel von Taskmaster teil.
Er gehört dem schottischen Clan Murray an und ist ein Enkel der Sir Ralph Hay Murray und Mauricette, Lady Murray (geboren Reichsgräfin von Kuenburg).